# Aeroportul Shay Gap
Aeroportul Shay Gap (IATA: SGP, ICAO: YSHG) este un aeroport din Australia de Vest, Australia.
Situat la o altitudine de 174 m, aeroportul dispune de o singură pistă. Este operat de BHP Group.